# Bovenlanden
De Bovenlanden is een voormalig waterschap bij Beerta in de Nederlandse provincie Groningen. Het waterschap stond voor 1875 ook bekend als het Bovenland of De Bouwte, de Bovenlandse pompen of Bovenlandsche watermolen.
Het schap lag ten zuidwesten van Beerta en lag tussen de Aekamper Raaiing en het Beertsterdiep (N966). De noordgrens lag iets ten noorden van de Bouwtelaan en de zuidgrens ongeveer 1 km zuidelijker. De molen van de polder sloeg uit op een korte watergang die in uitkwam op het Beertsterdiep.
Waterstaatkundig gezien ligt het gebied sinds 2000 binnen dat van het waterschap Hunze en Aa's.
De naam Bovenlanden komt ook elders in deze omgeving voor, bijvoorbeeld het Wester- en Oostbovenland te Meeden en de Bovenlanden te Bellingwolde. Het gaat steeds om voormalige hoogveengebieden.